# Giovanni Ircano II
Giovanni Ircano II (latino: Iohannes Hyrcanus; ... – 30 a.C.) fu un membro della dinastia degli Asmonei, Sommo sacerdote e Re di Giudea.
Ircano assunse il trono nella fase discendente delle fortune della famiglia asmonea: da una parte l'espansione della Repubblica romana ridusse sempre più l'estensione del suo regno e la sua effettiva indipendenza politica, dall'altra la sua lotta con il fratello Aristobulo II indebolì la forza della dinastia. L'ascesa di Antipatro e, in particolare, di suo figlio Erode il Grande, fu dovuta in parte all'incapacità di Ircano di reggere le redini del suo regno.

## Biografia

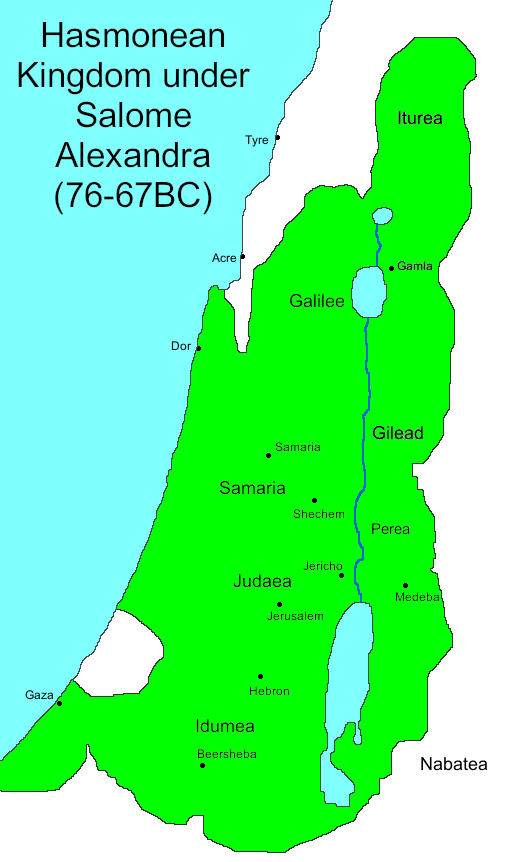
Il regno asmoneo prima del 63 a.C.

Ircano era il primo figlio del re Alessandro Ianneo e di sua moglie Salomè Alessandra; i due ebbero anche un altro figlio, Aristobulo II. Alessandro Ianneo aveva riunito nella sua persona i due ruoli apicali della società ebraica: quello di Re e quello di Sommo sacerdote. Alla sua morte, avvenuta nel 76 a.C., la vedova Salomè divenne regina, mentre il titolo di sommo sacerdote fu conferito a Ircano. Mentre Alessandro aveva privilegiato i Sadducei, membri dell'aristocrazia sacerdotale, Salomè e Ircano riservarono il proprio favore ai Farisei, i quali chiedevano una più stretta osservanza della Legge.
Nel 67 a.C. Salomè morì, e Ircano le succedette come sovrano, accumulando nuovamente entrambe le cariche. Dopo appena tre mesi di regno, Aristobulo si ribellò al fratello, reclamando per sé il trono col sostegno del partito dei Sadducei. Ircano diede battaglia al fratello nei pressi di Gerico: molti soldati del suo esercito, composto anche da mercenari, passarono dalla parte di Aristobulo, che conseguì la vittoria. Ircano si rifugiò a Gerusalemme, ma dovette arrendersi dopo che Aristobulo riuscì a prendere il Tempio. I due fratelli concordarono un trattato di pace in base al quale Ircano doveva rinunciare al trono e al sommo sacerdozio, pur continuando a godere dei proventi di quest'ultimo.
Ircano temeva che Aristobulo volesse metterlo a morte, e queste sue paure furono sfruttate e ingigantite dal suo consigliere Antipatro, un idumeo che, secondo Giuseppe Flavio, intendeva controllare la Giudea rimettendo il debole e influenzabile Ircano sul trono. Ircano si rifugiò presso il re Areta III, sovrano dei Nabatei, il quale aveva promesso ad Antipatro di sostenere la causa di Ircano in cambio della restituzione di alcune città nabatee conquistate dagli Asmonei. I Nabatei avanzarono poi su Gerusalemme con un esercito forte di 50.000 uomini, e la misero sotto assedio; fu in questa occasione che gli uomini di Ircano misero a morte il pio Honi Hameaggel.
Mentre la guerra tra i due fratelli era ancora in corso, il generale romano Gneo Pompeo Magno sottomise i regni ellenistici del Regno del Ponto e dei Seleucidi; inviò allora Marco Emilio Scauro a prendere possesso della Siria seleucide. Poiché gli Asmonei erano alleati dei Romani, sia Ircano che Aristobulo si appellarono a Scauro, ciascuno tentando di corrompere Scauro per convincerlo a deliberare in suo favore; Scauro fu convinto dall'offerta di 400 talenti di Aristobulo e ordinò ad Areta di ritirare il suo esercito, che subì una sconfitta devastante per mano di Aristobulo. Quando Pompeo giunse in Siria, nel 63 a.C., entrambi i fratelli gli mandarono inviati (come fece pure una terza delegazione, rappresentante di quella parte del popolo ebraico che voleva abolire la monarchia), il quale, però, ritardò la decisione. Alla fine scelse di sostenere Ircano, in quanto riteneva che il fratello più anziano e debole fosse un alleato più affidabile per la Repubblica. Aristobulo inizialmente si rinchiuse nella fortezza di Alexandrium, ma quando i Romani fecero arrivare le legioni, si arrese e consegnò Gerusalemme. Poiché molti dei suoi seguaci non vollero aprire le porte della città, però, i Romani posero Gerusalemme sotto assedio e la presero d'assalto, danneggiando sia la città che il Tempio. Aristobulo fu mandato a Roma come prigioniero; Ircano assunse nuovamente il ruolo di Sommo sacerdote, ma il potere politico rimase nelle mani dei Romani, il cui rappresentante fu Antipatro, nominato procuratore di Giudea.
Nel 47 a.C. Gaio Giulio Cesare restituì il potere politico a Ircano, nominandolo etnarca; ad ogni modo, Antipatro restò il vero detentore del potere, in quanto Ircano delegava a lui tutte le decisioni; alla sua morte, avvenuta per avvelenamento nel 43 a.C., ebbe inizio un'epoca di caos. Nel 40 a.C. il regno fu invaso dai Parti, i quali erano intervenuti in favore di Antigono, il figlio di Aristobulo II, che sperava di recuperare il trono degli avi. Il comandante dei Parti, Barzafarne, invitò Ircano e Fasaele, fratello di Erode il Grande, nel proprio campo per contrattare la pace, e, malgrado l'avvertimento di Erode, i due accettarono, venendo fatti prigionieri. Furono consegnati ad Antigono, il quale fece mutilare Ircano affinché non potesse ricoprire l'incarico di Sommo sacerdote. Fu poi inviato a Babilonia, dove visse per quattro anni tra gli ebrei babilonesi, che lo trattarono con ogni rispetto.
Nel 36 a.C., Erode, che aveva sconfitto Antigono con l'aiuto romano e che temeva che Ircano potesse convincere i Parti a riconquistare il trono per lui, lo invitò a tornare a Gerusalemme, dove Ircano fu ricevuto con grande rispetto e con gli onori del primo posto a tavola e della presidenza del consiglio di stato. La nipote di Ircano, Mariamne figlia di Alessandra Maccabea, era la moglie di Erode.
Nel 30 a.C., però, Erode accusò Ircano di tramare con i Nabatei e lo mise a morte.